# Річки Азербайджану

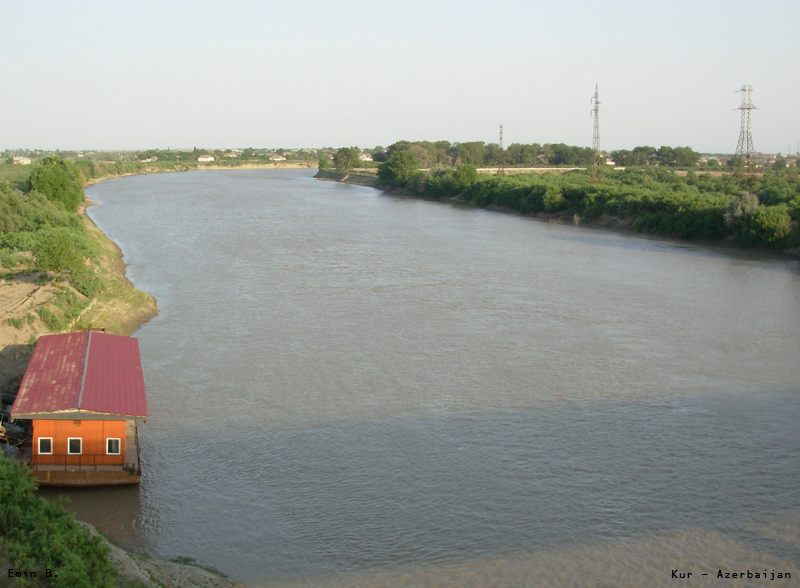
Річка Кура (Кюр)

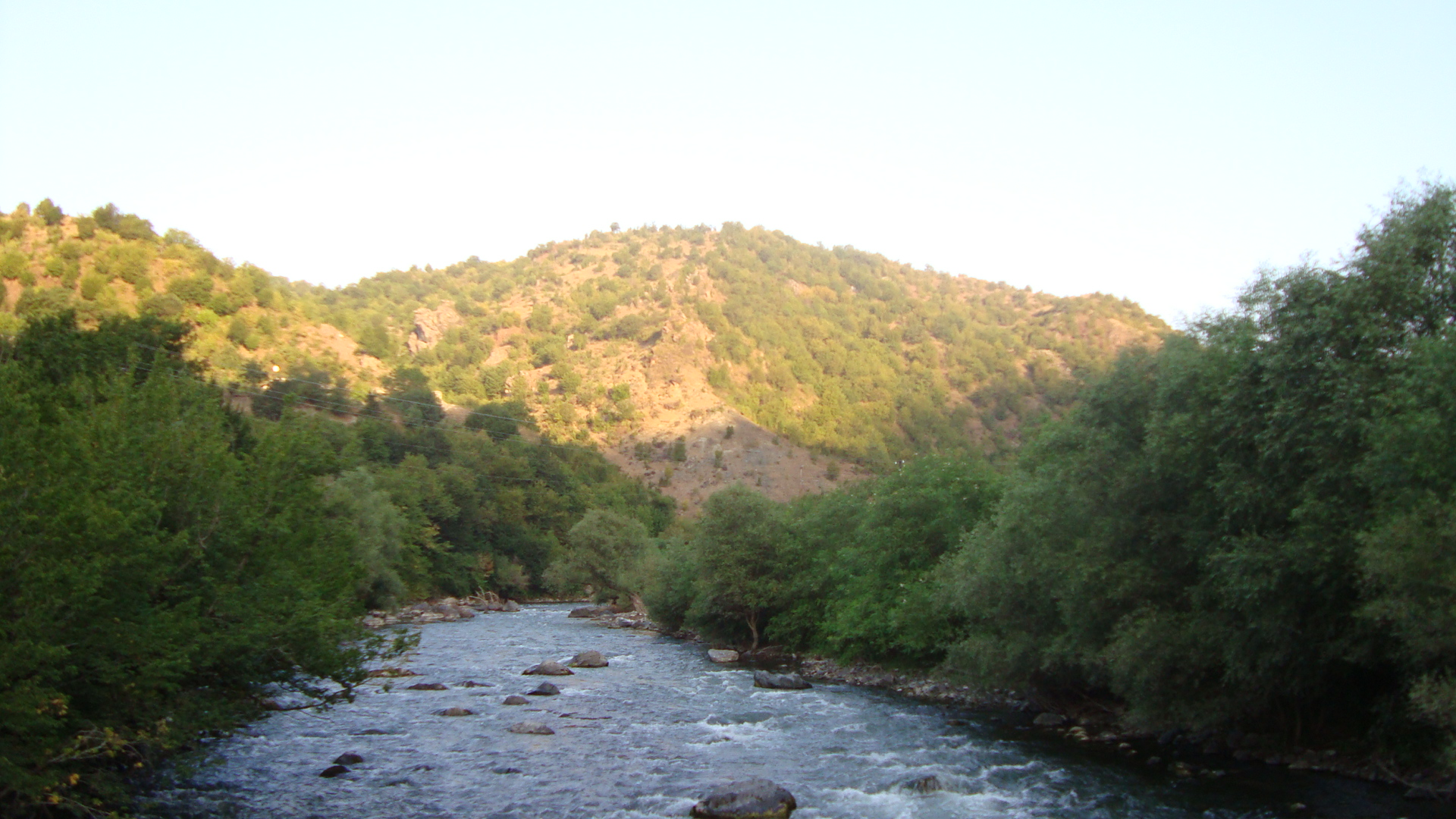
Річка Тертер

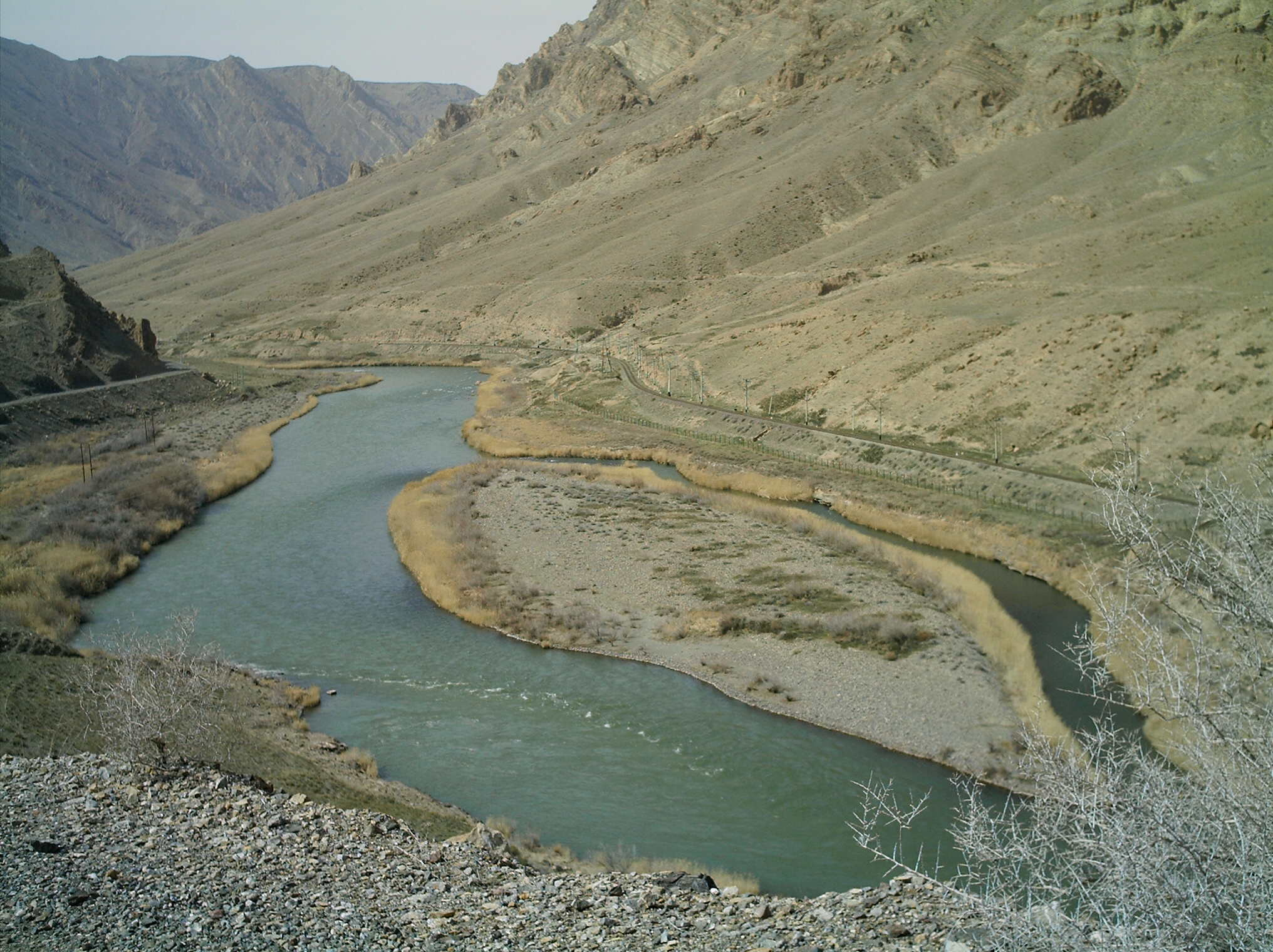
Річка Аракс

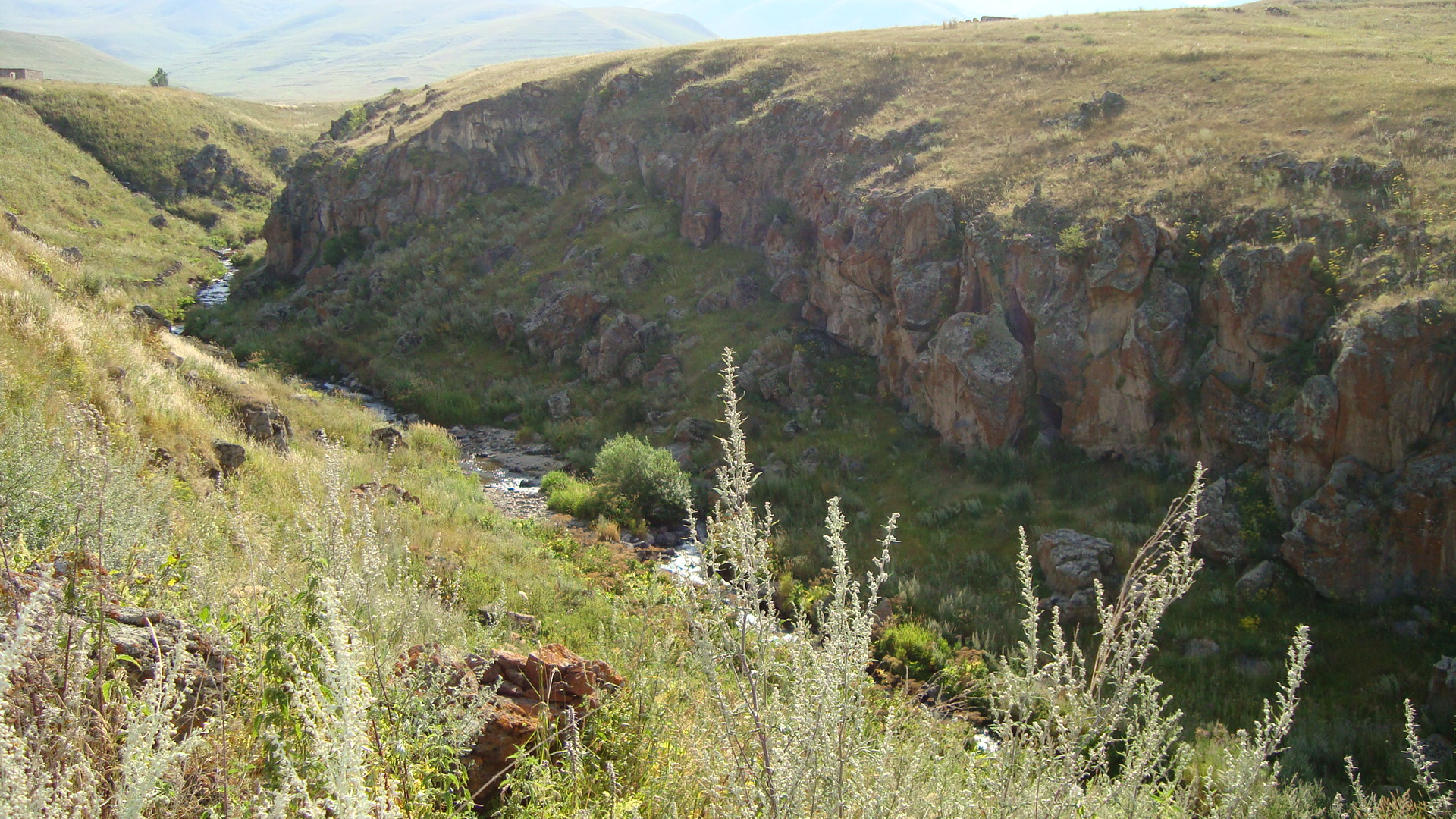
Річка Зарчай

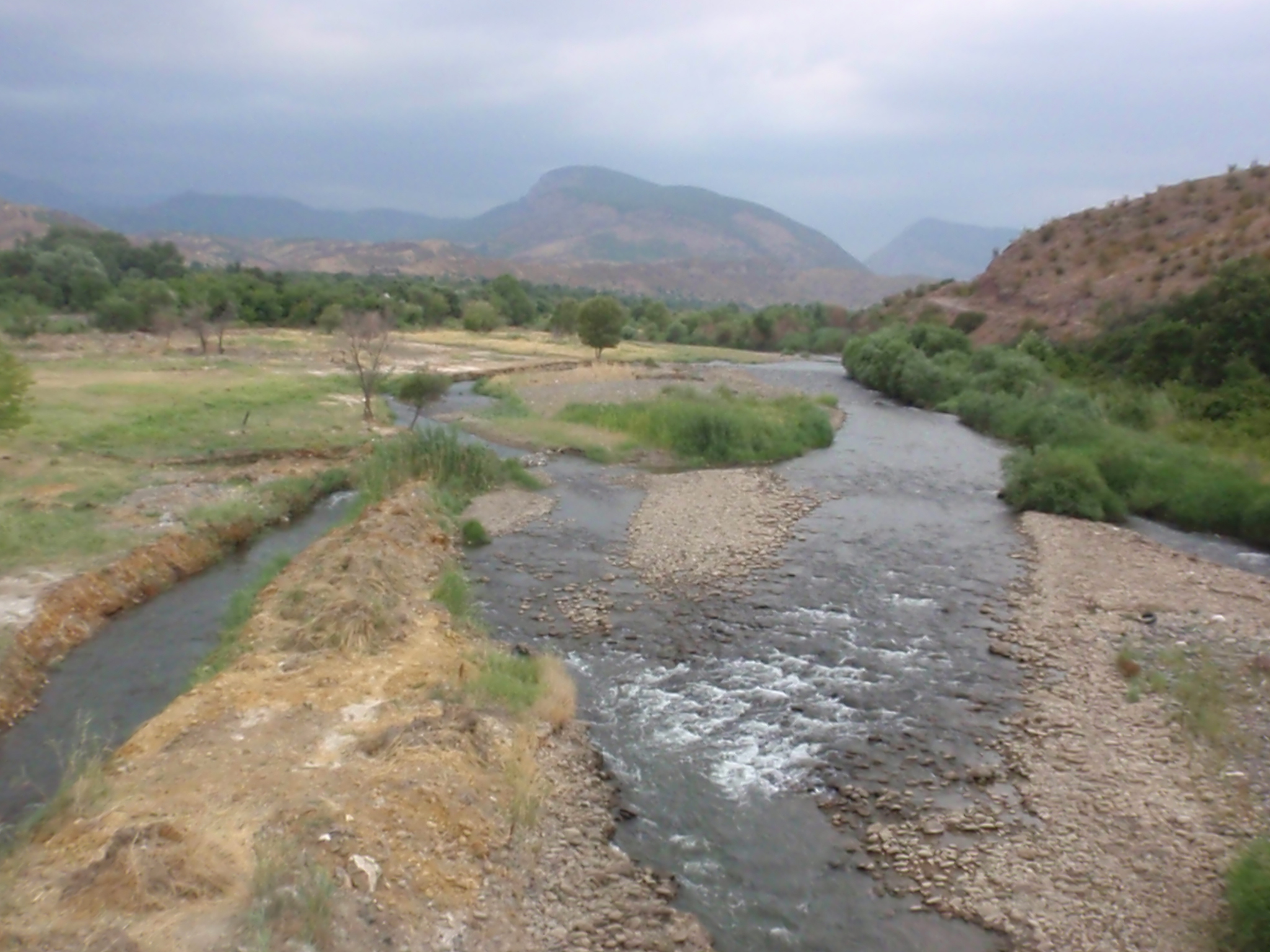
Річка Охчучай

В Азербайджані є більше 8 400 великих і малих річок. 850 із них мають довжину понад 10 км, а 24 річки простягаються на відстань більш ніж 100 км. Загальна довжина річкової системи Азербайджану складає приблизно 45 000 км. Річки країни є притоками двох головних річок Південного Кавказу — Араксу та Кури.

## Річки
Річки Азербайджану можна класифікувати на три групи:
1. Річки, що належать до басейну Кури (Ганіх, Габіррі, Тюрян, Акстафа, Шемкір, Тертер тощо).
2. Річки, що належать до басейну Араксу (Арпа, Нахічевань, Охчучай, Акарі, Кендела тощо).
3. Річки, що безпосередньо впадають у Каспійське море (Самур, Кудіал, Велвел, Віляшчай, Ленкорань тощо).

Кура й Аракс, найбільші річки Кавказу, є основними джерелами зрошення та гідроенергії.
Річка Кура бере початок із північно-східного схилу гори Гизилгядік на ділянці максимальної височини в 2 740 метрів. Протікаючи через територію Грузії, вона входить на територію Азербайджану. Кура впадає в Каспійське море, проходячи через Кура-Араксинську низовину. Загальна протяжність річки — 1 515 км, із яких 906 км проходить територією Азербайджанської Республіки. Площа басейну річки складає 188 000 км². На Курі розташовані Мінгячевірське, Шамкірське та Енікендське водосховища, а також декілька гідроелектростанцій. Землі Кура-Араксинської низовини зрошуються через Верхньо-Карабаський та Верхньо-Ширванський канали, проведені з Мінгячевірського водосховища. Кура також має важливе судноплавне значення.
Річка Аракс бере свій початок на території Туреччини, на Бінгельському хребті, і з'єднується з Курою поблизу міста Сабірабад (село Суговушан). Її протяжність становить 1 072 км, а площа басейну — 102 000 км².
Самур — найбільша річка на північному сході Азербайджану. Вона бере початок на території Дагестану на висоті 3 600 метрів і впадає в Каспійське море. Її протяжність дорівнює 216 км, а площа басейну — 4,4 тисячі квадратних кілометрів.
В Азербайджані багато гірських річок, які переважно поповнюються завдяки снігу та дощам. Малі водойми, зокрема Балакянчай, Талачай, Катехчай, Кюрмюкчай, Кішчай,тощо беруть початок у Великому Кавказі та впадають в Алазань й Айрічай у Алазань-Айрічайській долині. Річки Агстафачай, Товузчай, Асрікчай, Зяйямчай, Шамкірчай, Гянджачай, Кюрякчай, Тертерчай, що беруть початок з Малого Кавказу, з'єднуються з Курою. Річки Акерічай, Охчучай та Арпачай, що витікають на території Нахчиванської АР, разом із Нахчиванчай, Алінджачай, Гіланчай, Ордубадчай впадають у Аракс.